# Rowen Fernandez
Rowen Fernandez (Springs, 28 februari 1978) is een Zuid-Afrikaanse voetbaldoelman die sinds 2011 voor Supersport United uitkomt. Voordien speelde hij al in Zuid-Afrika voor Kaizer Chiefs en in Duitsland voor Arminia Bielefeld.
Fernandez speelde 23 wedstrijden voor de Zuid-Afrikaanse nationale ploeg. Hij maakte zijn debuut in augustus 2004 tegen Tunesië (2-0 winst).